# 129188 Dangallagher
129188 Dangallagher è un asteroide della fascia principale. Scoperto nel 2005, presenta un'orbita caratterizzata da un semiasse maggiore pari a 2,7025390 UA e da un'eccentricità di 0,1359524, inclinata di 12,65942° rispetto all'eclittica.